# كفر عبد الرحمن (زفتى)
كفر عبد الرحمن إحدى قرى مركز زفتى التابع لمحافظة الغربية بجمهورية مصر العربية. أصله من توابع فرسيس ثم فصل عنها سنة 1275 هـ.

## السكان
بلغ عدد سكان كفر عبد الرحمن 1516 نسمة حسب تقدير عام 2018.
| السنة  | 1882 | 1897 | 1907 | 1927 | 1947 | 1960 | 1976 | 1986 | 1996 | 2006  | 2018 |
| ------ | ---- | ---- | ---- | ---- | ---- | ---- | ---- | ---- | ---- | ----- | ---- |
| القرية | 211  | 287  | 355  | 409  | 480  | 588  | 733  | 856  | 1046 | 1,221 | 1516 |